# Богдан Михаиловић
Богдан Михаиловић (Аранђеловац, 1. октобар 1940 — Београд, 13. април 2000) био је југословенски и српски позоришни, телевизијски и филмски глумац. Најпознатији је по улогама у филмовима Балкан експрес, Једног лепог, лепог дана и филму У име народа. Прву пут на филму појавио се 1964. године, где је у Маршу на Дрину глумио споредну улогу.

## Филмографија
| Год.   | Назив                            | Улога                       |
| ------ | -------------------------------- | --------------------------- |
| 1960-е |                                  |                             |
| 1964.  | Марш на Дрину                    | младожења Румени            |
| 1967.  | Јелена Ћетковић                  | Лола                        |
| 1968.  | Силе                             | Миле                        |
| 1969.  | Самци 2                          |                             |
| 1969.  | Рађање радног народа             |                             |
| 1970-е |                                  |                             |
| 1970.  | Леваци                           | младић                      |
| 1970.  | Жена у кућној хаљини             |                             |
| 1971.  | Хроника паланачког гробља        | Шегрт                       |
| 1972.  | Сарајевски атентат               | Јово Керовић, син           |
| 1973.  | Камионџије                       |                             |
| 1973.  | Наше приредбе (ТВ серија)        |                             |
| 1973.  | Бела кошуља                      | Водоноша III                |
| 1974.  | Једног лепог, лепог дана         |                             |
| 1980-е |                                  |                             |
| 1981.  | Сок од шљива                     | водитељ на радију           |
| 1983.  | Балкан експрес                   | официр југословенске војске |
| 1984.  | Камионџије опет возе             |                             |
| 1984.  | Балкан експрес                   | официр југословенске војске |
| 1985.  | Дебели и мршави                  | милиционер                  |
| 1985.  | Жикина династија                 | конобар Чеда                |
| 1986.  | Шмекер                           | путник у возу               |
| 1986.  | Друга Жикина династија           | конобар Чеда                |
| 1986.  | Секула и његове жене             | возач аутобуса              |
| 1986.  | Развод на одређено време         |                             |
| 1987.  | Увек спремне жене                | директор II                 |
| 1987.  | У име народа                     | председник општине          |
| 1987.  | Луталица                         |                             |
| 1987.  | Бољи живот: Новогодишњи специјал | саветник                    |
| 1987.  | Вук Караџић                      | сељак                       |
| 1987.  | Бољи живот                       | саветник                    |
| 1988.  | Сулуде године                    | милиционер Благоје          |
| 1989.  | Балкан експрес 2 (серија)        | саветник                    |
| 1989.  | Вампири су међу нама             | сељак I                     |
| 1990-е |                                  |                             |
| 1991.  | Свемирци су криви за све         |                             |
| 1991.  | Глава шећера                     | други општинар              |
| 1992.  | Секула невино оптужен            |                             |
| 1994.  | Голи живот                       | командир страже             |
| 1995.  | Крај династије Обреновић         |                             |